# جيف بورتر
جيف بورتر (بالإنجليزية: Jeff Porter)‏ هو منافس ألعاب قوى أمريكي، ولد في 25 نوفمبر 1985 في سوميت في الولايات المتحدة.

## وصلات خارجية
- جيف بورتر على موقع الاتحاد الدولي لألعاب القوى (الإنجليزية)
- جيف بورتر على موقع الاتحاد الأمريكي لسباقات المضمار والميدان (الإنجليزية)
- جيف بورتر على موقع الدوري الماسي (الإنجليزية)
- جيف بورتر على موقع اللجنة الأولمبية الدولية (الإنجليزية)
- جيف بورتر على موقع أوليمبيديا (الإنجليزية)
- جيف بورتر على موقع اللجنة الأولمبية والبارالمبية الأمريكية (الإنجليزية)